# Королевский колобус
Королевский колобус, или королевский толстотел, или гвереца с мантильей или королевская гвереца (лат. Colobus polykomos) — вид обезьян семейства мартышковых отряда приматов, один из видов рода Колобусы.

## Описание
Королевский колобус отличается от других колобусов расположением белых отметин на шерсти. У него белые бакенбарды, грудь и хвост.

## Распространение
Встречается в равнинных и горных дождевых лесах в районах Африки между Гамбией и Кот Д'Ивуаром.

## Поведение
В рационе преимущественно листья, хотя также поедает цветы и фрукты. Хотя обитает на деревьях, часто добывает пищу на земле. Образует небольшие группы, состоящие из 3—4 самок, 1—3 самцов и их потомства. Каждая группа защищает свою территорию.

## Статус популяции
Основные угрозы популяции — охота и разрушение среды обитания. Международный союз охраны природы присвоил этому виды охранный статус «Уязвимый» (англ. Vulnerable).